# Luis Haquín
Luis Fernando Haquín López (* 15. November 1997 in Santa Cruz de la Sierra) ist ein bolivianischer Fußballspieler. Der Innenverteidiger spielt seit 2017 für die Bolivianische Fußballnationalmannschaft. 

## Karriere

### Verein
Luis Haquín debütierte im Dezember 2016 bei Oriente Petrolero im Spiel gegen Universitario de Sucre. 2019 wechselte der Innenverteidiger zum mexikanischen Verein Club Puebla. Nach Leihstationen bei Club Bolívar und Deportes Melipilla sowie zwei Monate beim peruanischen Klub Carlos A. Mannucci kam Haquín nach Bolivien zum Club Bolívar zurück, mit dem er in der Apertura 2022 bolivianischer Meister wurde. Im Juli 2023 wechselte Haquín zum Club Blooming, der allerdings aufgrund einer Sperre keine Spieler registrieren durfte. Daher wurde er für ein halbes Jahr mit Kaufoption an Deportivo Cali verliehen. Eine Leihe nach Brasilien schloss sich 2024 an.

### Nationalmannschaft
Mit der U-20 Boliviens nahm Luis Haquín an der Südamerikameisterschaft 2017 teil, schied aber in der Gruppenphase aus.
Haquín wurde bereits im März 2017 für die Länderspiele gegen Kolumbien und Argentinien nominiert, allerdings gab er sein Debüt für Bolivien erst im Juni gegen Nicaragua, als er kurz vor Spielende für Jordy Candia eingewechselt wurde. Das erste Länderspieltor erzielte er im Oktober 2018 beim 3:0-Erfolg im Freundschaftsspiel gegen Myanmar.
Haquín spielte bei der Copa América 2019 drei Partien, bei der Copa América 2021 eine Partie. Bolivien schied jeweils in der Gruppenphase ohne Erfolg aus.

## Erfolge
Club Bolívar
- Bolivianischer Meister: 2022-A